# Verband Hannoverscher Fußball-Vereine
Der Verband Hannoverscher Fußball-Vereine (VHFV) war ein Rugby-Verband im Großraum Hannover. Da die Mitgliedsvereine ausschließlich Rugby spielten, wurde er am 27. Januar 1906 in Verband Nordwestdeutscher Rugby-Vereine und am 9. März 1920 in Norddeutscher Rugby-Fußball-Verband umbenannt.

## Geschichte
Gemeinsam mit dem Sportpionier Ferdinand Wilhelm Fricke wurde der VHFV am 14. Mai 1900 gegründet. Von den neun Gründungsvereinen wurden sieben namentlich genannt: Hannoverscher Fußsportverein von 1897, Hanover Football-Club, FV 1897 Linden, FC Eintracht 1898 Hannover, Deutscher FV Hannover 1878, Hannoverscher FC 1896 und SV Kleeblatt 1896 Hannover.
Laut erster Auflage des DFB-Jahrbuchs gehörten ihm im Jahr 1904 diese 14 Vereine an (in der Reihenfolge der Mitgliederzahlen): 
Deutscher Fußballverein Hannover 1878, Sportverein Elite, Fußsportverein von 1897 Hannover, Sportverein Mercur, Sportclub Favorit, Fußballclub Teutonia, Hannoverscher Fußballverein „Sport“, Fußballverein Germania, Fußballclub Schwalbe Döhren (in der Quelle fälschlich: Wöhren), Fußballverein von 1897 in Linden, Hannoverscher Sportclub Normannia, Sportverein Viktoria in Linden, Sportverein Sparta, Fußballclub Grasdorf. Davon lagen damals 4 außerhalb der Stadt Hannover: Döhren wurde 1907, Linden (einschließlich Ricklingen) erst 1920 eingemeindet. Grasdorf ist heute Teil von Laatzen. 4 Clubs hatten gemäß Namen ihren Sitz in Hannover. Weitere 6 Vereinsnamen werden ohne Ortsangabe genannt, woraus man wohl schließen kann, dass sie sich in Hannover befanden.
Der VHFV wurde beim 3. Bundestag des Deutschen Fußball-Bundes am 6. bis 7. Oktober 1900 in den DFB aufgenommen. Die deutschen Rugbyvereine waren ab dem 4. November 1900 im Deutschen Rugby-Fußball-Verband zusammengeschlossen, der damals als kooperatives Mitglied dem DFB bis 1901 angeschlossen war.

## Meister des Verbandes Hannoverscher Fußball-Vereine
- Saison 1900:
  - A-Klasse: DFV Hannover 1878
  - B-Klasse: FC Elite Hannover II

- Saison 1901:
  - A-Klasse: DFV Hannover 1878
  - B-Klasse: unbekannt

- Saison 1902:
  - 1. Klasse: DFV Hannover 1878
  - 2. Klasse: unbekannt
  - 3. Klasse: FC Teutonia Hannover

- Saison 1903:
  - 1. Klasse Frühjahrsrunde: unbekannt
  - 1. Klasse Herbstrunde: DFV Hannover 1878
  - 2. Klasse Frühjahrsrunde: SV Mercur Hannover
  - 2. Klasse Herbstrunde: DFV Hannover 1878 II
  - 3. Klasse Frühjahrsrunde: unbekannt
  - 3. Klasse Herbstrunde: SC Favorit Hannover

- Saison 1904:
  - 1. Klasse: SV Elite Hannover

- Saison 1905:
  - 1. Klasse: DFV Hannover 1878